# Blasienberg
Koordinaten: 48° 52′ 29″ N, 10° 23′ 1″ O

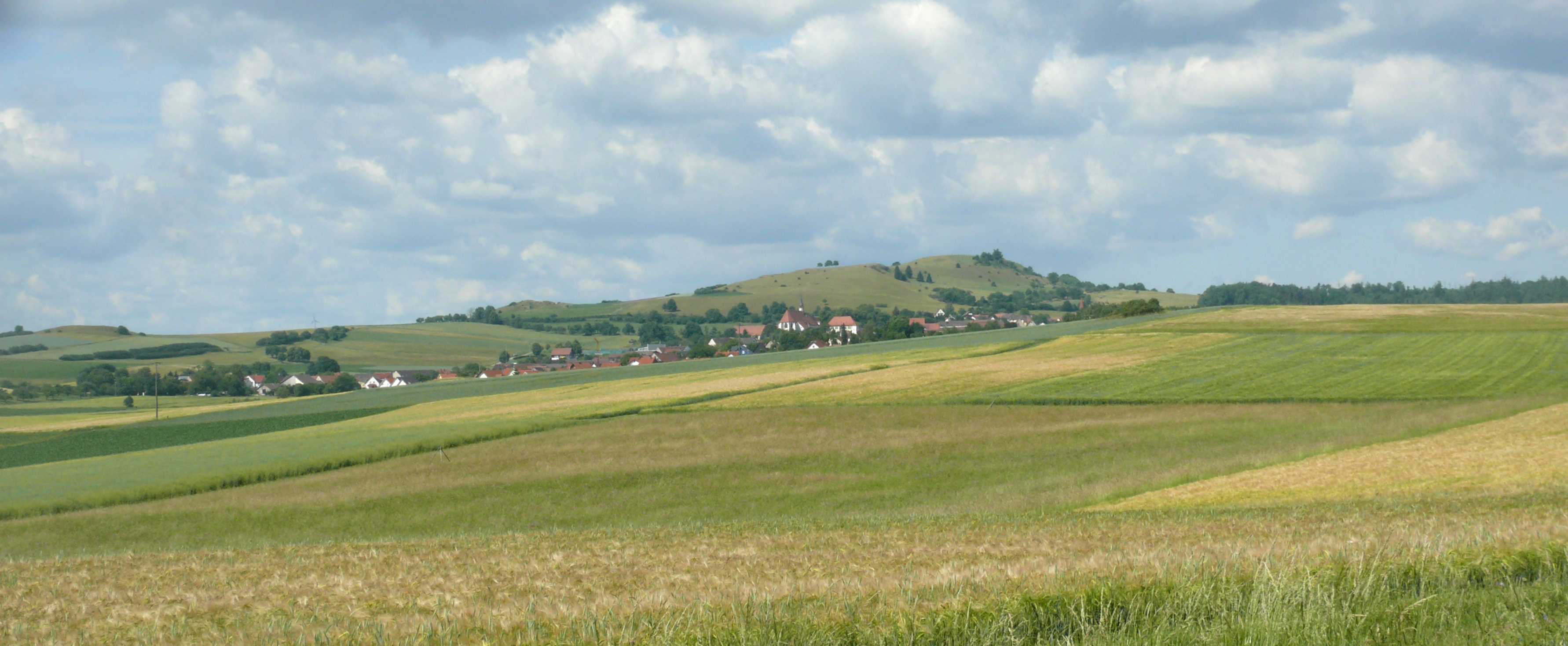
Naturschutzgebiet Blasienberg (Juni 2011)

Der Blasienberg liegt auf dem Gebiet der Gemeinde Kirchheim am Ries im Ostalbkreis in Baden-Württemberg westlich des Kernortes Kirchheim am Ries. Er ist über 600 m hoch.
Südlich des Gebietes und an seinem östlichen Rand verläuft die Landesstraße L 1078, westlich erhebt sich der 668,2 Meter hohe Ipf, fließt die Schneidheimer Sechta und verläuft die L 1070.
Auf dem Berg befindet sich ein aufgelassener Steinbruch, der das Gestein aus dem Weißjura aufschloss.

## Naturschutzgebiet
Das 41,8 ha große Naturschutzgebiet steht seit dem 4. Juni 1991 unter der Kenn-Nummer 1.179 unter Naturschutz. Es handelt sich um offene, ungestörte, beweidete Halbtrockenrasen und angrenzende Äcker mit spezifischer Ackerwildkraut-Flora – ein vielfältiger Lebensraum gefährdeter Arten.